# Charles Henri d'Estaing
Jean-Baptiste Estaing, francoski admiral, * 24. november 1729, † 28. april 1794.
Vojaško kariero je začel med sedemletno vojno. Med ameriško osamosvojitveno vojno je sodeloval med drugim v bitki pri Rhode Islandu in pri obleganju Savannah.
Med francosko revolucijo je bil usmrčen na giljotini.